# Tollbach (Siegenburg)
Tollbach ist ein Gemeindeteil des Marktes Siegenburg und eine Gemarkung im Landkreis Kelheim. Bis 1945 bestand die Gemeinde Tollbach.

## Lage
Das Kirchdorf Tollbach liegt in der Hallertau etwa zwei Kilometer südöstlich von Siegenburg und etwa einen Kilometer nordwestlich von Wildenberg.
Die Gemarkung Tollbach liegt vollständig auf dem Gebiet des Marktes Siegenburg. Auf ihr liegen die Siegenburger Gemeindeteile Aicha, Kipfelsberg, Langhaid und Tollbach.

## Geschichte
Tollbach verdankt seinen Namen dem Bächlein, das sich hier durch das von sanften Höhen umschlossene Tal schlängelt. Urkundlich taucht der Ort erstmals um das Jahr 1100 auf, als ein „Gompoldus de tolbach“ einen Gütertausch bezeugte.
Der Dreißigjährige Krieg ging auch an Tollbach nicht vorüber. Noch 1661 war der Altar der Kirche von den Schäden nicht repariert. Auch die Franzosenkriege um 1800 brachten Nöte und Ängste in die Gegend. Die Pürkwanger suchten Hilfe bei der Gottesmutter und gelobten einen ewigen Kreuzgang nach Tollbach. Das Votivbild aus dem Jahr 1801 erinnert an dieses Versprechen.
Die Gemeinde Tollbach wurde 1946 nach Siegenburg eingemeindet. Ihre Ortsteile waren  Aicha, Kipfelsberg, Langhaid und Tollbach, die Gemeindefläche umfasste 532,35 Hektar (1925). Die Einwohnerzahlen der Gemeinde schwankten zwischen 168 (1840) und 235 (1910). 1987 hatte das Kirchdorf Tollbach 78 Einwohner.

## Sehenswürdigkeiten
- Filialkirche St. Maria. Sie wurde um 1460 erbaut und in der Zeit des Barock umgeformt. Die Muttergottesfigur im Altar dürfte der Zeit um 1500 entstammen. Im Kirchenschiff befindet sich an der Nordwand eine Mutter Gottes mit Kind im Stil des Rokoko. Votivbilder an der Rückwand der Kirche erzählen von den Gebetserhörungen und Wallfahrten.

## Vereine
- Freiwillige Feuerwehr Tollbach
- Faschings Freunde Tollbach